# Маня (округ Нове Замки)
Маня (словац. Maňa) — село, громада округу Нове Замки, Нітранський край. Кадастрова площа громади — 21.59 км².
Населення 2025 осіб (станом на 31 грудня 2019 року).

## Історія
Маня згадується 1237 року.

## Населення
| Рік:            | 1994. | 2004.   | 2014.   | 2024.   |
| --------------- | ----- | ------- | ------- | ------- |
| Кількість осіб: | 2139  | 2072    | 2078    | 1947    |
| Різниця:        |       | -3,13 % | +0,28 % | -6,30 % |

| Рік:            | 2023. | 2024.   |
| --------------- | ----- | ------- |
| Кількість осіб: | 1958  | 1947    |
| Різниця:        |       | -0,56 % |